# 阿須那村
阿須那村（あすなむら）は、島根県邑智郡にあった村。現在の邑智郡邑南町の一部にあたる。

## 地理
出羽川の中流部、与次郎山の西に位置していた。

## 歴史
- 1889年（明治22年）4月1日、町村制の施行により、邑智郡阿須那村、木須田村、宇都井村、今井村、雪田村、戸河内村が合併して村制施行し、阿須那村が発足[1][2]。
- 1906年（明治39年）阿須那信用購買販売組合設立[1]。
- 1912年（明治45年）阿須那郵便局開設[1]。
- 1957年（昭和32年）2月11日、邑智郡口羽村と合併し、羽須美村を新設して廃止された[1][2]。

### 地名の由来
次の三説あり。
1. 産土賀茂神社の阿須波神による。
2. かつて額田部宿祢6世明日名門命がいたため。
3. アスナロというヒノキに似た大木があったため。

## 産業
- 農業、畜産[1]。

## 教育
- 1947年（昭和22年）阿須那中学校開校[1]。
- 1948年（昭和23年）島根県立川本農林高等学校（島根県立川本高等学校を経て現島根県立島根中央高等学校）阿須那分校（羽須美分校となり後に廃止）が定時制で開校[1]。